# Дзержинский (город)
Дзержи́нский — город в городском округе Люберцы Московской области, находится к юго-востоку от Москвы, непосредственно примыкает к МКАД.
Население — 57 434 чел. (2024), площадь — 15,66 км².

## География
Дзержинский расположен на реке Москве. Является городом-спутником Москвы, граничит с ней, отделяясь от неё Московской кольцевой автодорогой (МКАД). Также Дзержинский граничит с городами Котельники и Лыткарино. Ближайшая железнодорожная станция — Люберцы-1, расстояние до города Люберцы — четыре километра. В Дзержинском есть железнодорожная станция (грузовая) без электрификации от станции Яничкино. По границе города протекает река Москва. На окраине города находятся Люберецкий и Дзержинский карьеры.

## История
История города тесно связана с Николо-Угрешским монастырём, который был основан Дмитрием Донским в 1380 году в честь победы на Куликовом поле.

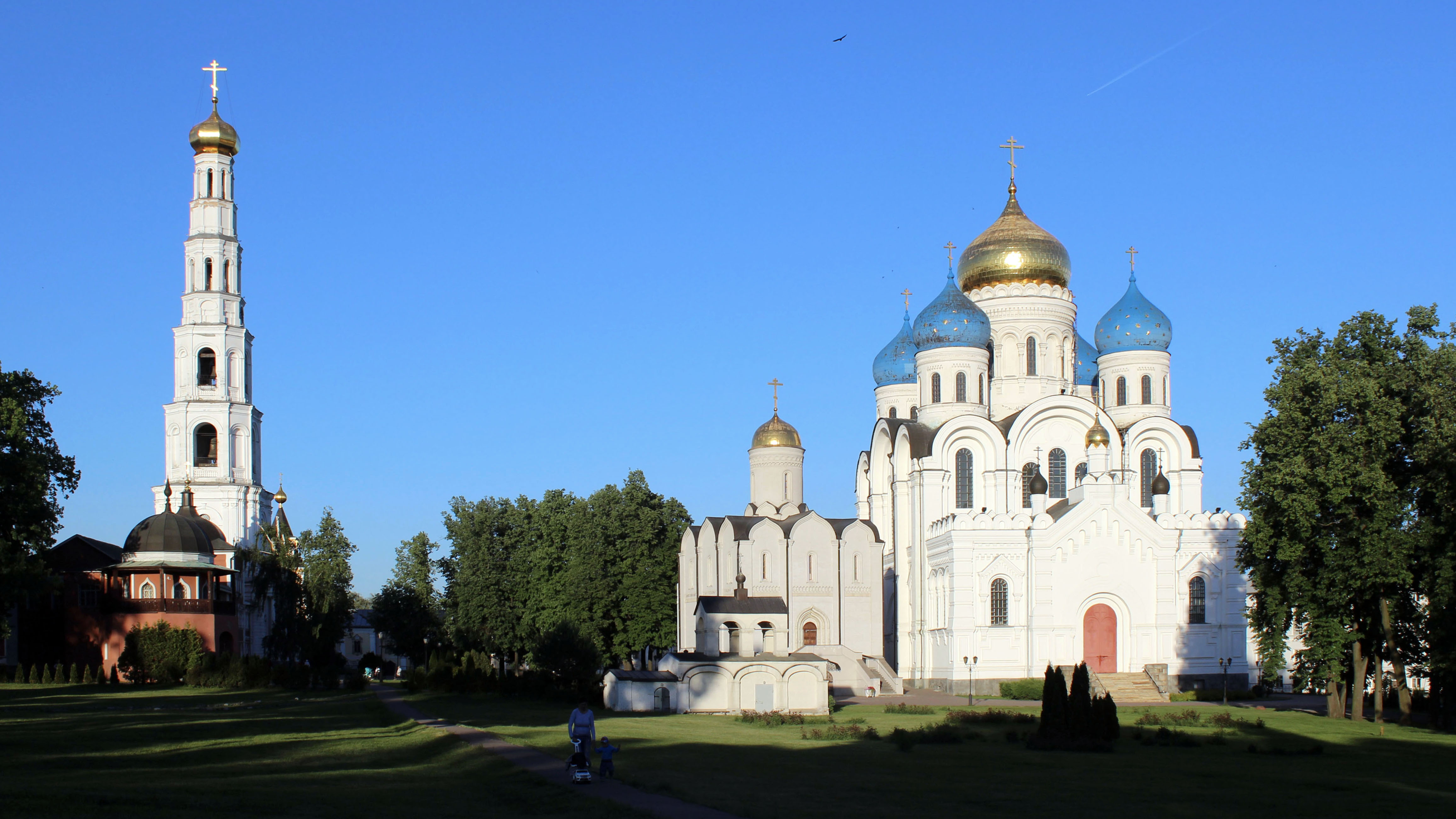
Николо-Угрешский монастырь, современное состояние

На месте нынешнего города располагались деревни Алексеевка, Гремячево, Денисьево и Кишкино.
В 1920-х годах монастырь был закрыт, а в его стенах образована детская трудовая коммуна для беспризорников, которая получила название «Коммуна имени Дзержинского». В 1938 году коммуна получила официальный статус посёлка городского типа.
Посёлок активно развивался, в 1956 году началось строительство одной из крупнейших в стране теплоэлектроцентралей — ТЭЦ-22. Рядом с монастырскими стенами на месте деревень Гремячево, Денисьево и Кишкино выросли современные многоэтажные жилые кварталы.
В 1981 году рабочий посёлок Дзержинский получает статус города районного подчинения в составе Люберецкого района Московской области.
Первый мэр Дзержинского Виктор Доркин добился получения статуса города областного подчинения к 4 сентября 1996 года. Несколько раз Дзержинский признавался самым благоустроенным городом как Подмосковья, так и России.
16 декабря 2001 года планировалось провести местный референдум по вопросу присвоения городу нового названия Угреша, однако референдум не состоялся.
30 марта 2006 года глава города Виктор Доркин был убит. Жители города считают первого мэра Доркина героем, который не только сделал город самостоятельным, но и вывел его на высокий уровень развития.
После выборов, 25 июня 2006 года новой главой города был назначен Алексей Николаевич Плешаков, который повторно переизбрался в 2011 году, досрочно сложил полномочия 15 января 2014 года.
Решение подать в отставку мэр Плешаков принял в связи с конфликтом руководства города с администрацией Московской области по вопросу об объединении города Дзержинского с городом Котельники.
Объединить город Дзержинский с городом Котельники предложил в 2013 году губернатор Московской области Андрей Воробьев, в рамках предпринятой им административной реформы, в ходе которой в Московской области были объединены несколько городов и множество прочих населённых пунктов. Жители Дзержинского были против объединения и активно боролись за свой город и его идентичность. Начались акции протеста. Назначенный городским Советом депутатов, который поддержал жителей в их стремлении сохранить город, референдум по вопросу объединения был отменен под давлением областной администрации и прокуратуры, как, по их мнению, противоречащий федеральным законам. Но мэр города Алексей Плешаков, и 6 из 20 депутатов городского Совета решили сложили свои полномочия, и тем самым они заблокировали вопрос об объединении городов. Таким образом, Дзержинский остался самостоятельным городом. 
Однако следующие главы города являются более системными. С апреля 2014 по январь 2019 года город возглавлял Виталий Михайлович Панаморенко, который ушёл в отставку «не справившийся со своими обязанностями». В. М. Панаморенко обвиняли в связи с криминалом. 25 января 2019 года исполняющим обязанности главы  назначен Сергей Грибинюченко, бывший глава Пушкинского муниципального района Московской области, но уже 18 февраля 2019 года был задержан при получении взятки. 20 февраля 2019 года врио главы города назначают Татьяну Тищенко, но 4 марта она сложила полномочия, после согласования кандидатуры на должность врио главы города и заместителя главы администрации в лице Людмилы Сергеевны Ивановой. В апреле 2021 года Людмила Иванова сложила полномочия, а временно исполняющим обязанности главы города был назначен бывший заместитель губернатора Сахалинской области Сергей Александрович Будкин. В мае 2022 года Сергей Будкин решил сложить полномочия по собственному желанию и временным исполняющим обязанности главы Дзержинского назначен Шелухин Владимир Викторович, который был избран главой Дзержинского 18 июля 2022 года. В январе 2024 года Шелухин Владимир Викторович решил сложить полномочия по собственному желанию и временно исполняющим обязанности главы города был назначен Андроник Эдуардович Пак.
27 декабря 2024 года Дзержинский без проведения референдума и согласия большинства вошёл в состав городского округа Люберцы.
14 мая 2025 года Андроник Эдуардович Пак сложил полномочия по собственному желанию и главой г. Дзержинский стал глава г.о. Люберцы Владимир Михайлович Волков.

## Население
| 1926    | 1939    | 1959    | 1970    | 1979    | 1989    | 1992    | 1996    | 1998    | 2000    | 2001    | 2002    |
| ------- | ------- | ------- | ------- | ------- | ------- | ------- | ------- | ------- | ------- | ------- | ------- |
| 1200    | ↗7649   | ↗15 354 | ↗23 873 | ↗30 808 | ↗36 108 | ↗36 800 | ↗37 000 | ↗37 200 | ↗37 700 | ↗38 300 | ↗41 488 |
| 2003    | 2005    | 2006    | 2007    | 2008    | 2009    | 2010    | 2011    | 2012    | 2013    | 2014    | 2015    |
| ↗41 500 | ↗42 900 | ↗43 500 | ↗43 900 | ↗44 300 | ↗44 808 | ↗47 163 | ↗47 200 | ↗47 981 | ↗48 295 | ↗48 470 | ↗51 306 |
| 2016    | 2017    | 2018    | 2019    | 2020    | 2021    | 2023    | 2024    |         |         |         |         |
| ↗53 867 | ↗54 788 | ↗55 669 | ↗56 257 | ↗56 376 | ↗57 918 | ↘57 700 | ↘57 434 |         |         |         |         |

На 1 января 2025 года по численности населения город находился на 279-м месте из 1124 городов Российской Федерации.
Национальный состав
По итогам переписи населения 2020 года проживали следующие национальности (национальности менее 0,1 % и другое, см. в сноске к строке «Другие»):
| Национальность | Численность, чел. | Доля     |
| -------------- | ----------------- | -------- |
| Русские        | 51 404            | 88,75 %  |
| Украинцы       | 458               | 0,79 %   |
| Татары         | 404               | 0,70 %   |
| Таджики        | 344               | 0,59 %   |
| Армяне         | 291               | 0,50 %   |
| Узбеки         | 175               | 0,30 %   |
| Азербайджанцы  | 161               | 0,28 %   |
| Белорусы       | 112               | 0,19 %   |
| Казахи         | 95                | 0,16 %   |
| Чуваши         | 93                | 0,16 %   |
| Мордва         | 80                | 0,14 %   |
| Чеченцы        | 78                | 0,13 %   |
| Грузины        | 77                | 0,13 %   |
| Киргизы        | 73                | 0,13 %   |
| Молдаване      | 65                | 0,11 %   |
| Другие         | 4008              | 6,94 %   |
| Итого          | 57 918            | 100,00 % |

## Местное самоуправление
С 2004 по 2024 год Дзержинский являлся отдельным городским округом, с 27 декабря 2024 года вошел в состав городского округа Люберцы.
Структуру органов местного самоуправления города составляют:
- Совет депутатов города — выборный представительный орган местного самоуправления, в состав которого входят 20 человек, избираемых по смешанной системе: 10 по партийным спискам и 10 по одномандатным округам сроком на 5 лет[56],
- Глава муниципального образования (глава города) — избирается Советом депутатов города сроком на 5 лет[57], является также главой администрации[57],
- Администрация города — исполнительно-распорядительный орган местного самоуправления[58],
- Контрольный орган — орган внешнего финансового контроля муниципального образования[59],
- Общегородское собрание — совещательный орган, участниками которого являются почётные граждане города, руководители предприятий, учреждений и организаций, представители творческой интеллигенции города, депутаты различных уровней, должностные лица администрации города[60].

## Внутреннее деление
Город состоит из нескольких зон и микрорайонов:
- Северная производственно-складская зона,
- Западная производственная зона,
- Южная производственно-складская зона,
- Центральная научно-производственная зона,
- Восточная коммунальная зона;
- Донской, Пушкинский, Центральный, Спортивный, Заводской, Лермонтовский, Томилинский, Гремячевский и Лесной микрорайоны.

Крупные улицы и магистрали: Улица Энергетиков, Дзержинское шоссе, Угрешская улица, улица Ленина, Лесная улица, Улица Академика Жукова, Дзержинская улица.

## Образование, культура

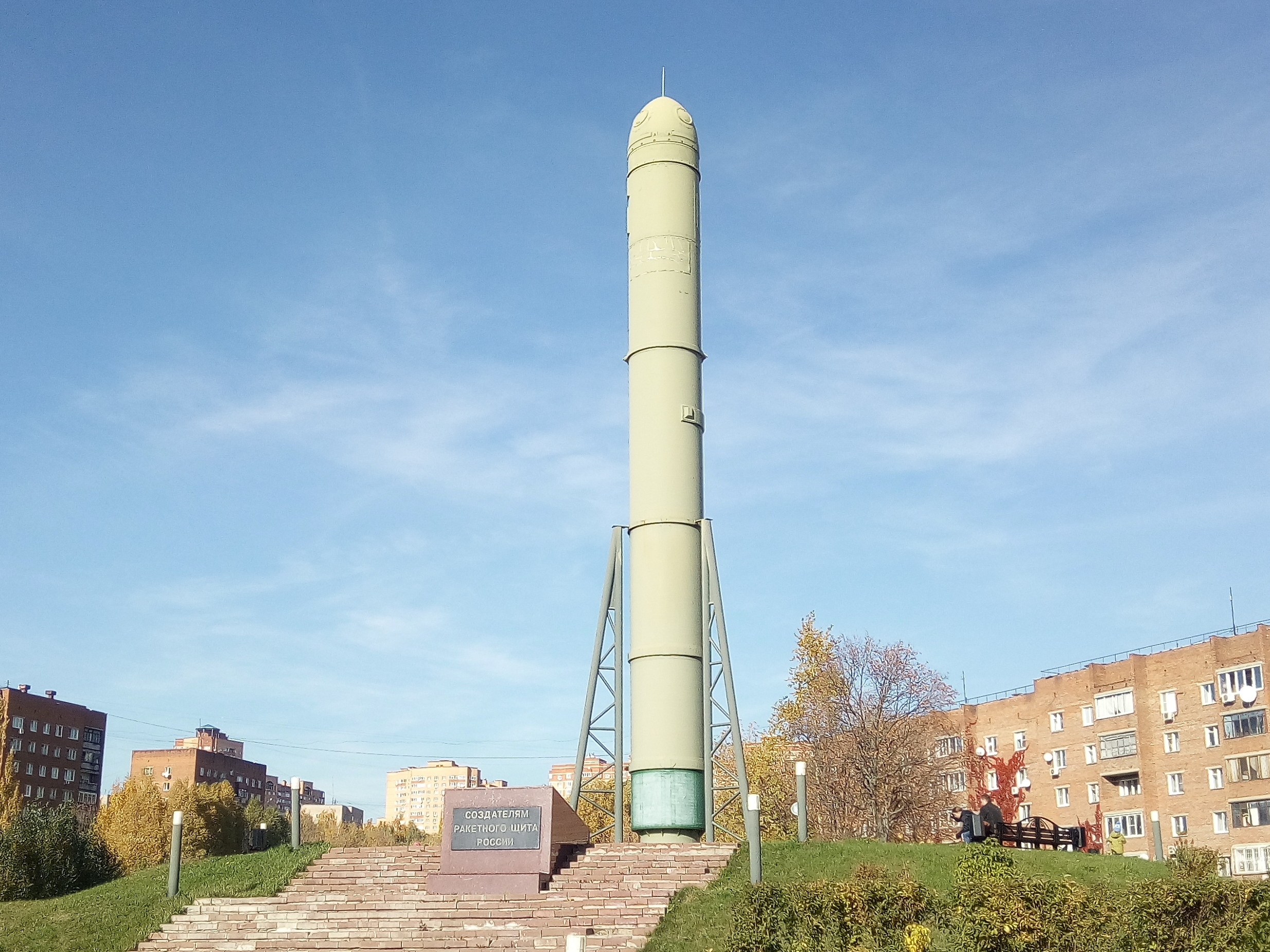
Памятник «Создателям ракетного щита России»

6 средних школ, Университетский центр непрерывного образования «Угреша» (УЦНО «Угреша»), объединяющий в одну образовательную систему филиал «Угреша» Международного университета природы, общества и человека «Дубна» и государственное учреждение среднего профессионального образования колледж «Угреша», был образован в 1999 году. Музыкальная школа, школа искусств.

## Экономика

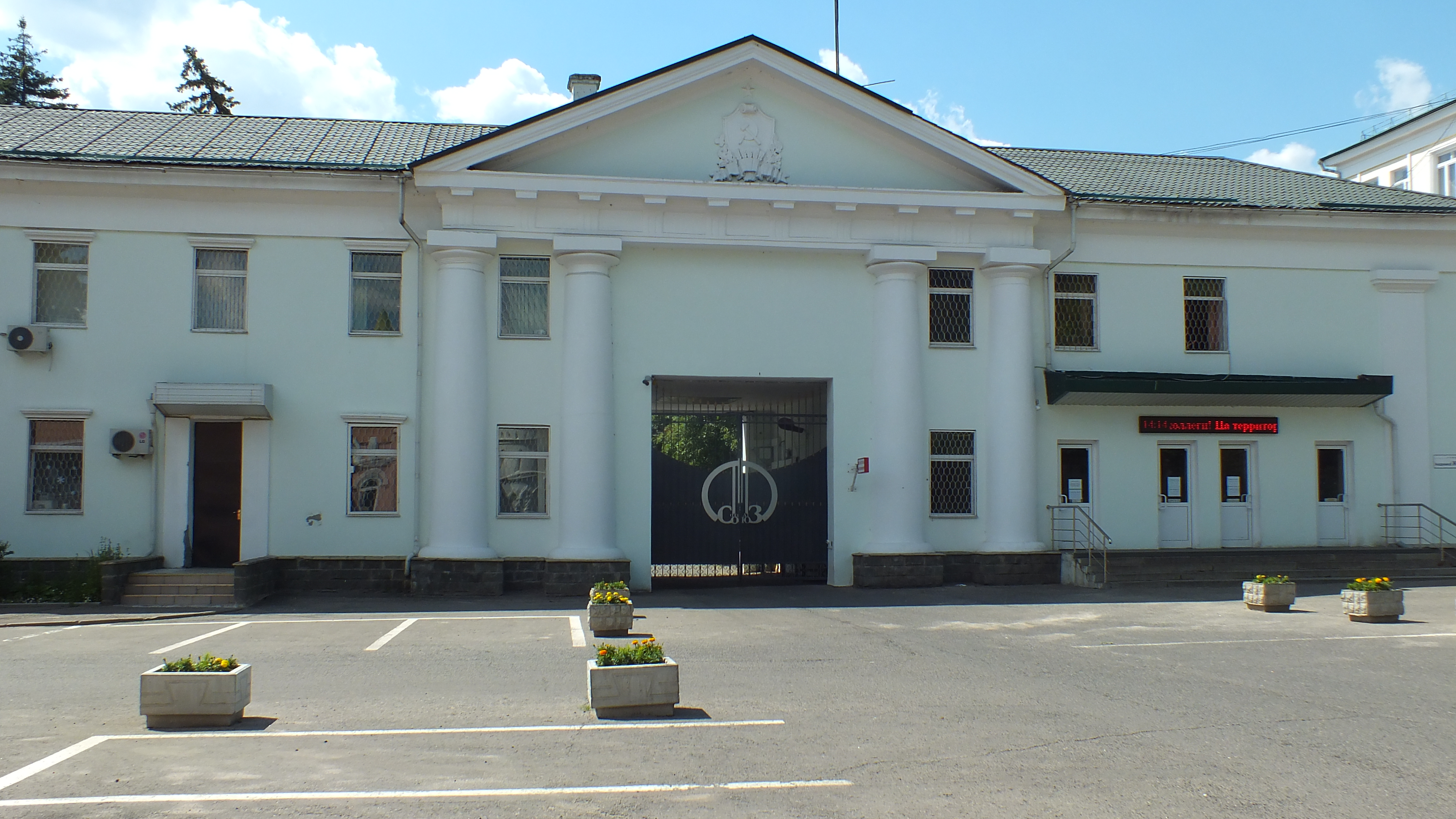
Проходная ФЦДТ «Союз»

Градообразующими предприятиями в Дзержинском являются:
- ТЭЦ-22 — филиал «Мосэнерго»;
- ФЦДТ «Союз» — основной разработчик твёрдого ракетного топлива в России;
- МКБ «Горизонт»;
- Завод по лицензии США (бренд CleanSmart).

Также в Дзержинском располагаются ещё свыше 700 учреждений, предприятий и организаций различных форм собственности. Например, недавно открылся второй в Московской области завод по утилизации автомобилей.

## Транспорт

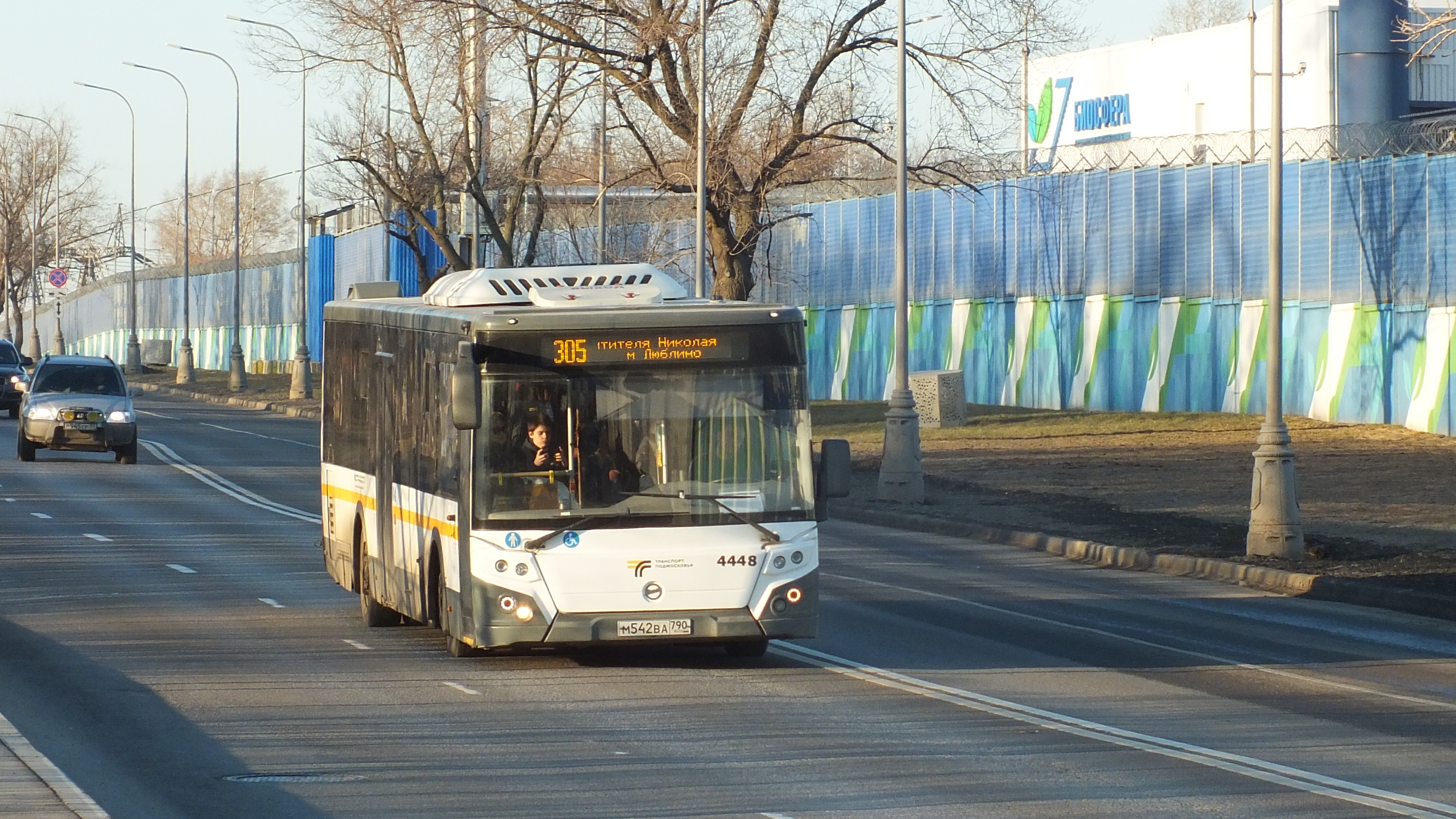
Автобус подмосковного маршрута № 305 направляется в Дзержинский

### Железнодорожный транспорт
В черте города находятся бывшая станция и платформа «Дзержинская», ныне закрытой для пассажирского движения железнодорожной ветки от станции «Панки» — Дзержинская. 
21 сентября 2015 года в нескольких километрах от города открылась станция метро «Котельники» Таганско-Краснопресненской линии. Кроме того, с 2014 года на автобусном маршруте № 1063 можно добраться до станции метро «Алма-Атинская» Замоскворецкой линии.

### Автобусы
Источники:
городские
- 1: Университет «Угреша» — ТЭЦ № 22 — Агрофирма «Нива» (обслуживает Автоколонна № 1787 г. Люберцы Мострансавто).
- 739в: Профилакторий — ТК Садовод (Москва). Маршрут обслуживается ГУП «Мосгортранс».

пригородные
- 20: Площадь Святителя Николая (Николо-Угрешский монастырь) — МЦД Люберцы.
- 21: Лес (НИХТИ) — МЦД Люберцы.
- 305: Площадь Святителя Николая — станция метро  Люблино (Москва).
- 347: Областная больница — станция метро  Котельники (Котельники).
- 470: Областная больница — станция метро  Котельники (Котельники).
- 595к: Областная больница — станция метро  Кузьминки (Москва). Маршрутное такси.
- 904: Областная больница — станция метро  Котельники (Котельники).
- 1063: Университет Угреша — станция метро  Алма-Атинская, южный вход (Москва).

Почти все городские маршруты обслуживает компания Мострансавто, за исключением частных.

## Связь и СМИ
В городе услуги связи представляют следующие операторы:
- «Virgin Connect» (бывш. OOO «Дарлинг-ТИН»)
- «Угреша Нетворк»
- ООО «Дзинет»
- ООО «АВК-ВЕЛЛКОМ»
- ОАО «Монтаж»
- НП «Общение Без Границ» (с 2010 г. объединилась с «Угреша Нетворк»)
- Р. И. М. С. (с 2020 г. объединилась с «Угреша Нетворк»)
- Евразия Телеком Ру
- Ростелеком

Кабельное телевидение «Угреша». C января 1991 года издаётся газета «Угрешские вести».
Операторы сотовой связи:
- Билайн;
- МегаФон;
- МТС;
- Скай Линк.
- Tele2

## Религия
- Николо-Угрешский монастырь;

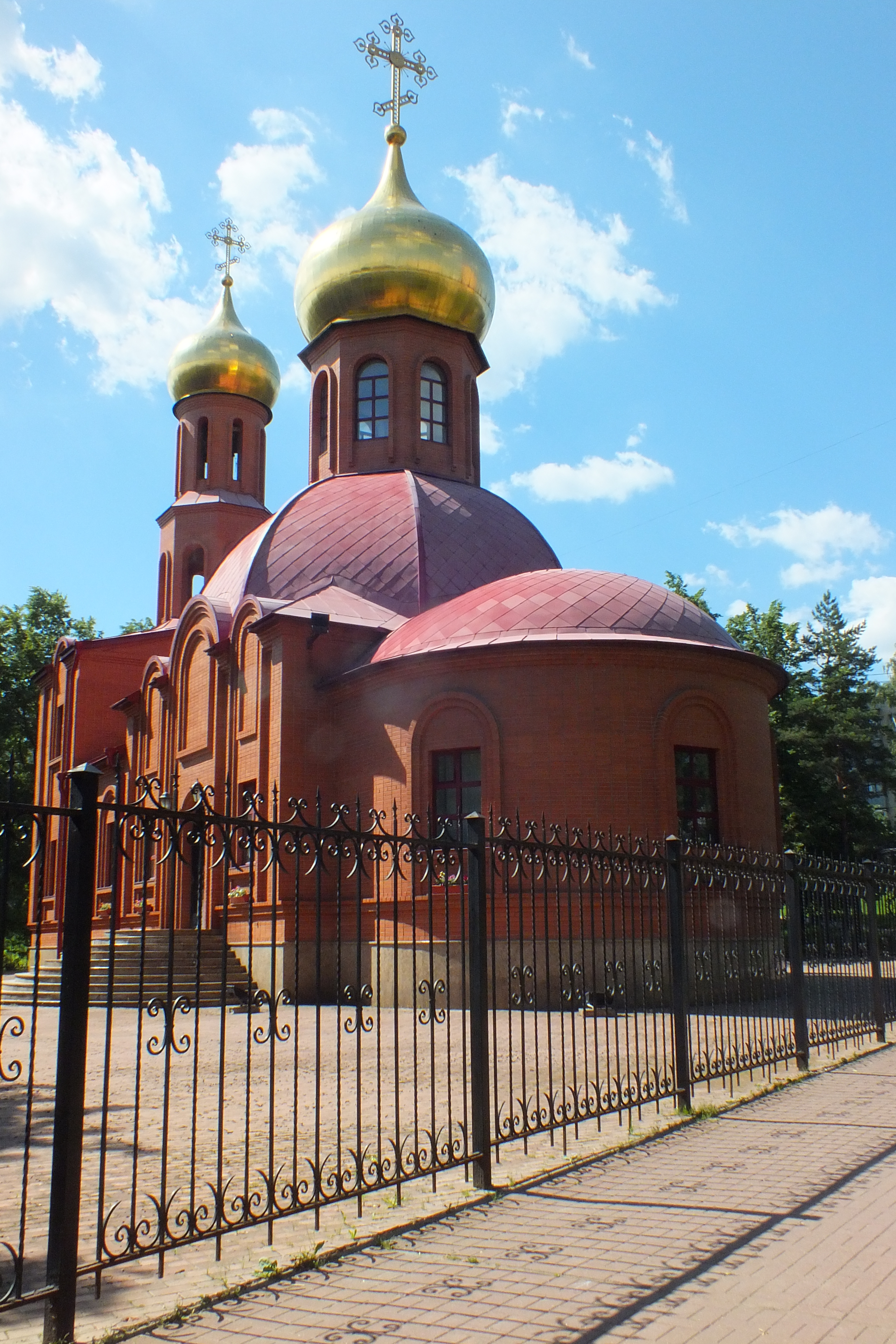
Церковь Димитрия Донского

- Церковь Димитрия Донского в Дзержинском;
- Церковь Макария (Невского), митрополита Алтайского, в Дзержинском;
- Церковь Сошествия Святого Духа в Дзержинском;
- Церковь Евангельских христиан-баптистов Примирение

## Спорт
В городе родился, вырос и начал заниматься беговыми лыжами олимпийский чемпион Никита Крюков. На территории города располагается экстримпарк «Фристайл».
В городе расположена спортивная детско-юношеская школа олимпийского резерва «СОЮЗ» по борьбе дзюдо и самбо. Также в городе действует комплексная спортивная школа «Орбита», занятия проходят по греко-римской и вольной борьбе, боксу, лыжным гонкам, художественной гимнастике, тяжёлой атлетике, плаванию, настольному теннису и баскетболу.

## Города-побратимы
Ниже представлен список городов-побратимов г. Дзержинский:
за рубежом:
- Берковица, Болгария
- Дзержинск, Беларусь
- Мармарис, Турция
- Монтана, Болгария
- Эльяна, Испания

в России и в странах Ближнего Зарубежья:
- Алексин, Россия
- Беломорск, Россия
- Губкин, Россия
- Гусь-Хрустальный, Россия
- Заречный, Россия
- Знаменск, Россия
- Иваново, Россия
- Малоярославец, Россия
- Озёры, Россия
- Солигалич, Россия
- Харабали, Россия
- / Красноперекопск[66], Россия/Украина[67]